# The Way of The Vaselines: A Complete History
The Way of The Vaselines: A Complete History è una compilation delle canzoni più significative e importanti della rock band The Vaselines. L'album è stato pubblicato il 1º maggio 1992 dalla casa discografica Sub Pop.
L'album raccoglie tutti i brani dei loro due precedenti EP (Son of a Gun e Dying for It) e l'unico LP Dum-Dum del 1989.
La band aveva rotto due anni prima che l'album è stato pubblicato e non aveva mai ottenuto un enorme seguito. Tuttavia tre dei loro brani (Son of a Gun, Molly's Lips e Jesus Want Me for a Sunbeam) furono reinterpretati dalla rock band statunitense dei Nirvana aveva portato di nuovo successo alla band. E da questo successo viene chiesto alla Sub Pop di mettere insieme questa raccolta di precedenti release (1986-1989) della band.

## Tracce
1. Son of a Gun – 3:46
2. Rory Rides Me Raw – 2:28
3. You Think You're a Man – 5:43
4. Dying for It – 2:22
5. Molly's Lips – 1:44
6. Teenage Superstars – 3:28
7. Jesus Want Me for a Sunbeam – 3:31
8. Sex Sux (Amen) – 3:10
9. Slushy – 2:00
10. Monsterpussy – 1:43
11. Bitch – 2:42
12. No Hope – 3:21
13. Oliver Twisted – 2:49
14. The Day I Was a Horse – 1:29
15. Dum-Dum – 1:57
16. Hairy – 1:48
17. Lovecraft – 5:37
18. Dying for It (The Blues) – 3:09
19. Let's Get Ugly – 2:19